# Levantamiento de potencia en los Juegos Paralímpicos de París 2024
El Levantamiento de potencia en los Juegos Paralímpicos de París 2024 se llevó a cabo del 4 al 8 de septiembre en el Porte de La Chapelle Arena en París, Francia y contó con la participación de 180 atletas en masculino y femenino.

## Resultados

### Masculino
| Evento  | Oro                  | Plata                    | Bronce                 |
| ------- | -------------------- | ------------------------ | ---------------------- |
| 49 kg   | Omar Qarada          | Abdullah Kayapınar       | Lê Văn Công            |
| 54 kg   | David Degtyarev      | Pablo Ramírez Barrientos | Yang Jinglang          |
| 59 kg   | Mohamed Elmenyawy    | Qi Yongkai               | Mohsen Bakhtiar        |
| 65 kg   | Zou Yi               | Mark Swan                | Hocine Bettir          |
| 72 kg   | Bonnie Bunyau Gustin | Hu Peng                  | Donato Telesca         |
| 80 kg   | Rouhollah Rostami    | Gu Xiaofei               | Rasool Mohsin          |
| 88 kg   | Yan Panpan           | Mohamed Elelfat          | Yurii Babynets         |
| 97 kg   | Abdelkareem Khattab  | Ye Jixiong               | Fabio Torres           |
| 107 kg  | Aliakbar Gharibshahi | Enkhbayaryn Sodnompiljee | José de Jesús Castillo |
| +107 kg | Ahmad Aminzadeh      | Anton Kriukov            | Akaki Jintcharadze     |

### Femenino
| Evento | Oro                      | Plata         | Bronce                 |
| ------ | ------------------------ | ------------- | ---------------------- |
| 41 kg  | Cui Zhe                  | Esther Nworgu | Lara Aparecida de Lima |
| 45 kg  | Guo Lingling             | Zoe Newson    | Nazmiye Muslu Muratlı  |
| 50 kg  | Clara Fuentes Monasterio | Xiao Jinping  | Olivia Broome          |
| 55 kg  | Rehab Ahmed              | Besra Duman   | Kamolpan Kraratpet     |
| 61 kg  | Onyinyechi Mark          | Cui Jianjin   | Amalia Pérez           |
| 67 kg  | Tan Yujiao               | Fatma Elyan   | Maria de Fátima Castro |
| 73 kg  | Mariana D'Andrea         | Ruza Kuzieva  | Sibel Çam              |
| 79 kg  | Han Miaoyu               | Bose Omolayo  | Safaa Hassan           |
| 86 kg  | Tayana Medeiros          | Zheng Feifei  | Marion Serrano         |
| +86 kg | Folashade Oluwafemiayo   | Deng Xuemei   | Nadia Ali              |

## Medallero
| Núm. | País                          | Oro | Plata | Bronce | Total |
| ---- | ----------------------------- | --- | ----- | ------ | ----- |
| 1    | República Popular China (CHN) | 6   | 8     | 1      | 15    |
| 2    | Irán (IRI)                    | 3   | 0     | 1      | 4     |
| 3    | Egipto (EGY)                  | 2   | 2     | 2      | 6     |
| 4    | Nigeria (NGR)                 | 2   | 2     | 0      | 4     |
| 5    | Brasil (BRA)                  | 2   | 0     | 2      | 4     |
| 6    | Jordania (JOR)                | 2   | 0     | 0      | 2     |
| 7    | Kazajistán (KAZ)              | 1   | 0     | 0      | 1     |
| 7    | Malasia (MAS)                 | 1   | 0     | 0      | 1     |
| 7    | Venezuela (VEN)               | 1   | 0     | 0      | 1     |
| 10   | Turquía (TUR)                 | 0   | 2     | 2      | 4     |
| 11   | Reino Unido (GBR)             | 0   | 2     | 1      | 3     |
| 12   | Ucrania (UKR)                 | 0   | 1     | 1      | 2     |
| 13   | Cuba (CUB)                    | 0   | 1     | 0      | 1     |
| 13   | Mongolia (MGL)                | 0   | 1     | 0      | 1     |
| 13   | Uzbekistán (UZB)              | 0   | 1     | 0      | 1     |
| 16   | México (MEX)                  | 0   | 0     | 2      | 2     |
| 17   | Argelia (ALG)                 | 0   | 0     | 1      | 1     |
| 17   | Chile (CHI)                   | 0   | 0     | 1      | 1     |
| 17   | Colombia (COL)                | 0   | 0     | 1      | 1     |
| 17   | Georgia (GEO)                 | 0   | 0     | 1      | 1     |
| 17   | Irak (IRQ)                    | 0   | 0     | 1      | 1     |
| 17   | Italia (ITA)                  | 0   | 0     | 1      | 1     |
| 17   | Tailandia (THA)               | 0   | 0     | 1      | 1     |
| 17   | Vietnam (VIE)                 | 0   | 0     | 1      | 1     |